# Callopistria intermissa
Callopistria intermissa là một loài bướm đêm trong họ Noctuidae.